# Martin-Luther-King-Kirche (Hürth)

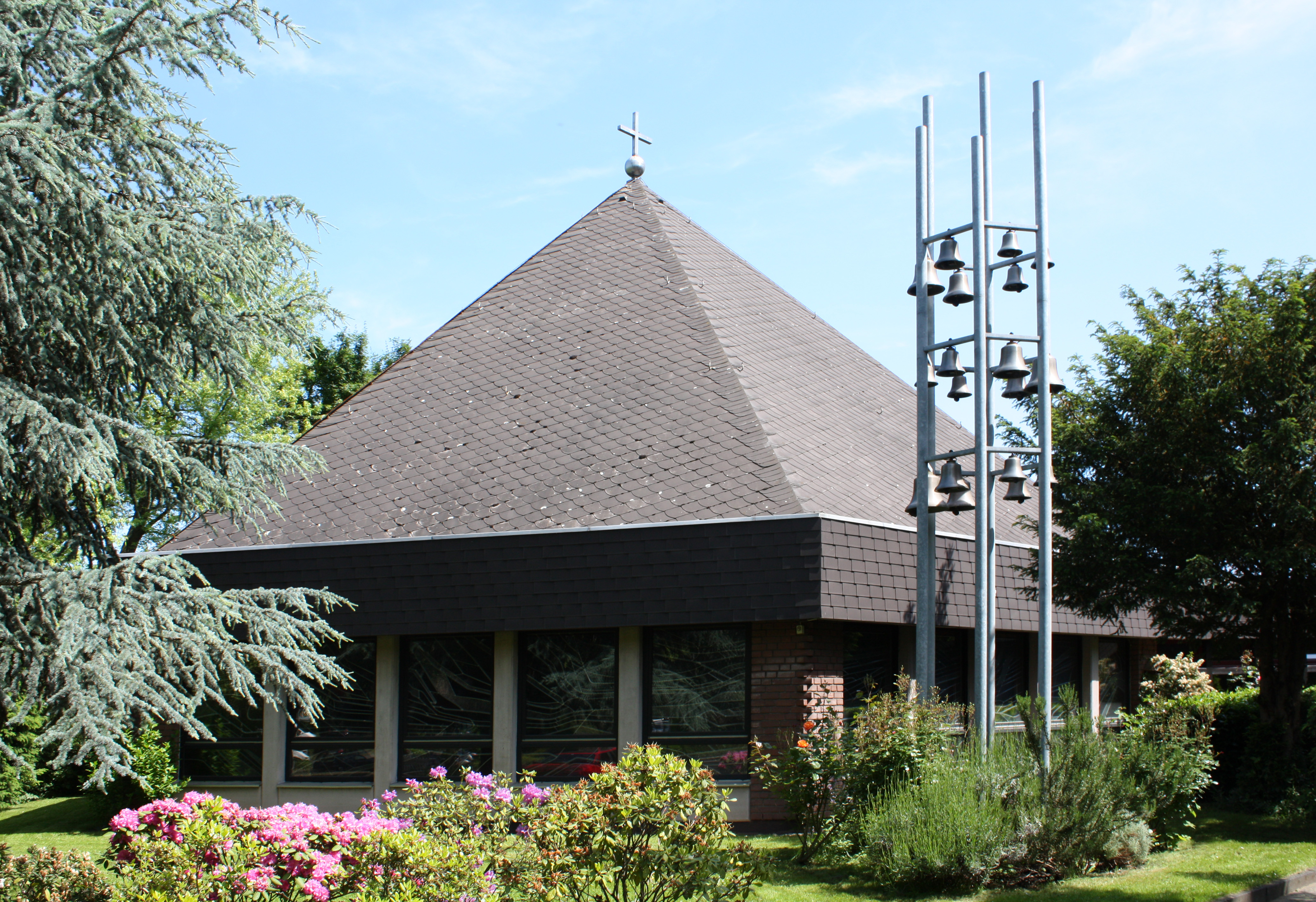
Martin-Luther-King-Kirche

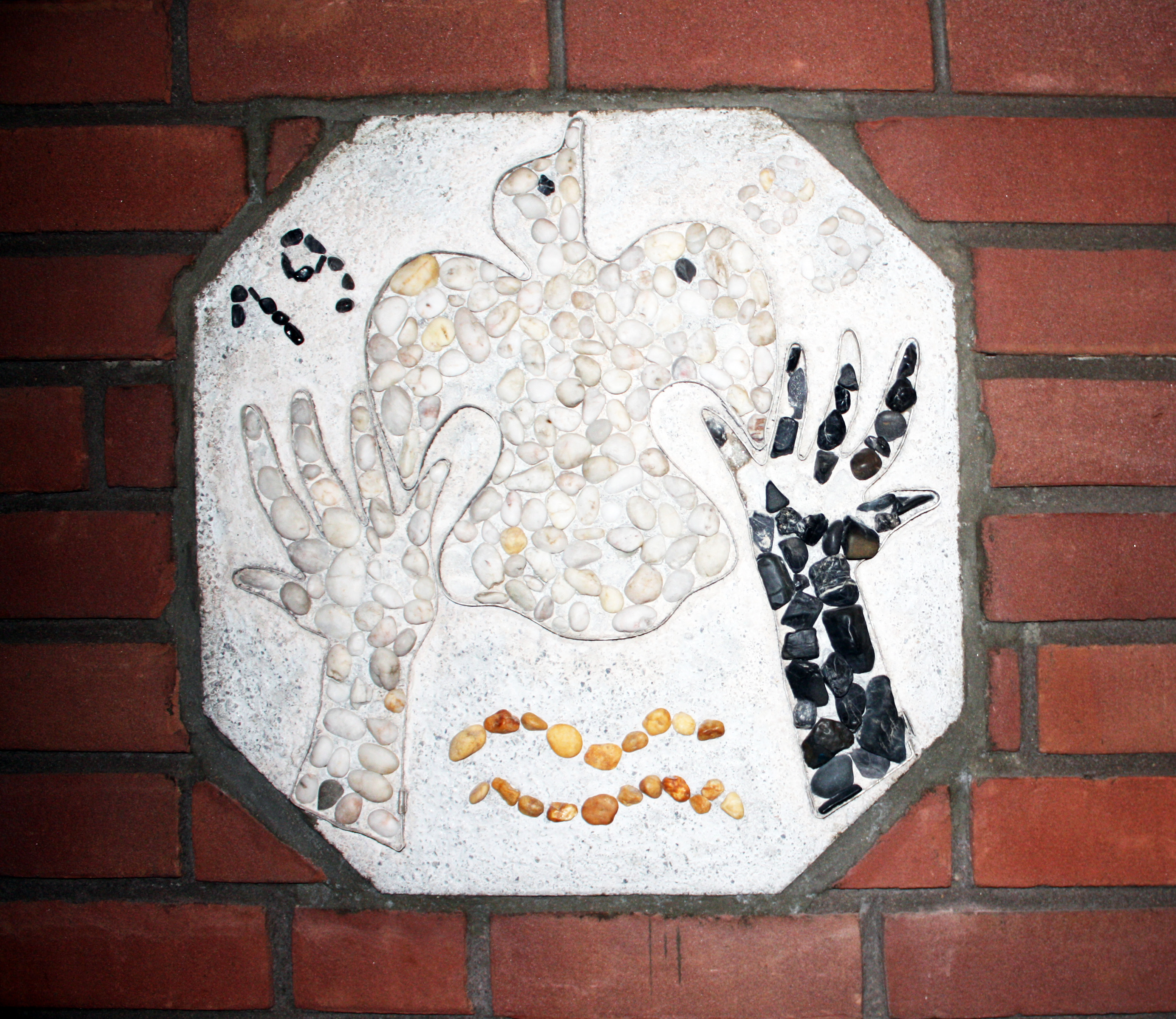
Relief zur Namensgebung 1989

Die Martin-Luther-King-Kirche im seit Beginn der 1960er Jahre geplanten und seit 1965 bis Mitte der 1980er Jahre verwirklichten neuen Stadtzentrum von Hürth ist der letzte Kirchenbau der Evangelischen Kirchengemeinde Hürth im Kirchenkreis Köln-Süd der Evangelischen Kirche im Rheinland. Die Baukosten des Gemeindezentrums ohne Pfarrhaus betrugen 1,3 Millionen DM.

## Gemeindeentwicklung
Die Evangelischen im Gebiet der Bürgermeisterei Hürth bildeten bis zur Jahrhundertwende zum 20. Jahrhundert eine verschwindend kleine Minderheit, deren Zahl bis 1885 mit 28 noch weit unter der der jüdisch-gläubigen Bevölkerung lag. Erst mit dem Beginn der Industrialisierung und speziell der Braunkohlenindustrie im Hürther Raum steigerte sich die Zahl der evangelischen Christen bis 1939 auf 2.781 Personen, etwa 9,4 % der Gesamteinwohnerzahl von 29.574 (inklusiv Efferen und Stotzheim). Die Diaspora wurde bis 1937 von Brühl, Frechen und Köln-Lindenthal betreut. Der Gemeindebezirk Knapsack mit (Alt-)Hürth und Alstädten (ohne Burbach) sowie Kendenich erhielt 1921 mit Unterstützung der Industrie einen ersten Kirchbau durch einen Holzbau am Bertrams-Jagdweg in Knapsack (kriegszerstört 1943). Am 1. April 1934 konnte er, noch pfarramtlich mit Brühl verbunden und um das bis dato von Frechen betreute Berrenrath vergrößert und von einem eigenen Hilfsprediger betreut, als Evangelische Kirchengemeinde Knapsack selbständig werden. Nach dem Kriege, 1948, wurde Knapsack ganz unabhängig, erhielt eine eigene Pfarrstelle und 1951 mit der Dankeskirche eine erste moderne schlichte Kirche. Zum 1. Januar 1957 schlossen sich alle Gemeindebezirke in Hürth mit etwa 9000 Seelen zur neuen Evangelischen Kirchengemeinde Hürth zusammen. Die Gemeindebezirke Efferen mit Stotzheim und Hermülheim mit Kalscheuren wurden durch einen Gemeindediakon/Pastor, der auch bisher schon von Lindenthal aus Efferen betreut hatte, übernommen. Es gab aber immer noch nur einen verantwortlichen Pfarrer. In den 1960er Jahren wurde für den Bezirk Gleuel eine weitere Pfarrstelle eingerichtet. Der Bezirk wurde dann 1966 selbständig, ab 1. Januar 2015 aber wiedervereinigt (bis 2015 Johannes-Kirchengemeinde, Hürth, und Matthäuskirchengemeinde, Hürth). 1972 wurde dann für den Bezirk Hermülheim die vierte Pfarrstelle eingerichtet. Mit Aufgabe der 1972/73 gebauten Nathan-Söderblom-Kirche (Hürth) in Kendenich 2008 wurde die erste Knapsacker Pfarrstelle aufgegeben.

## Bau im neuen Stadtzentrum

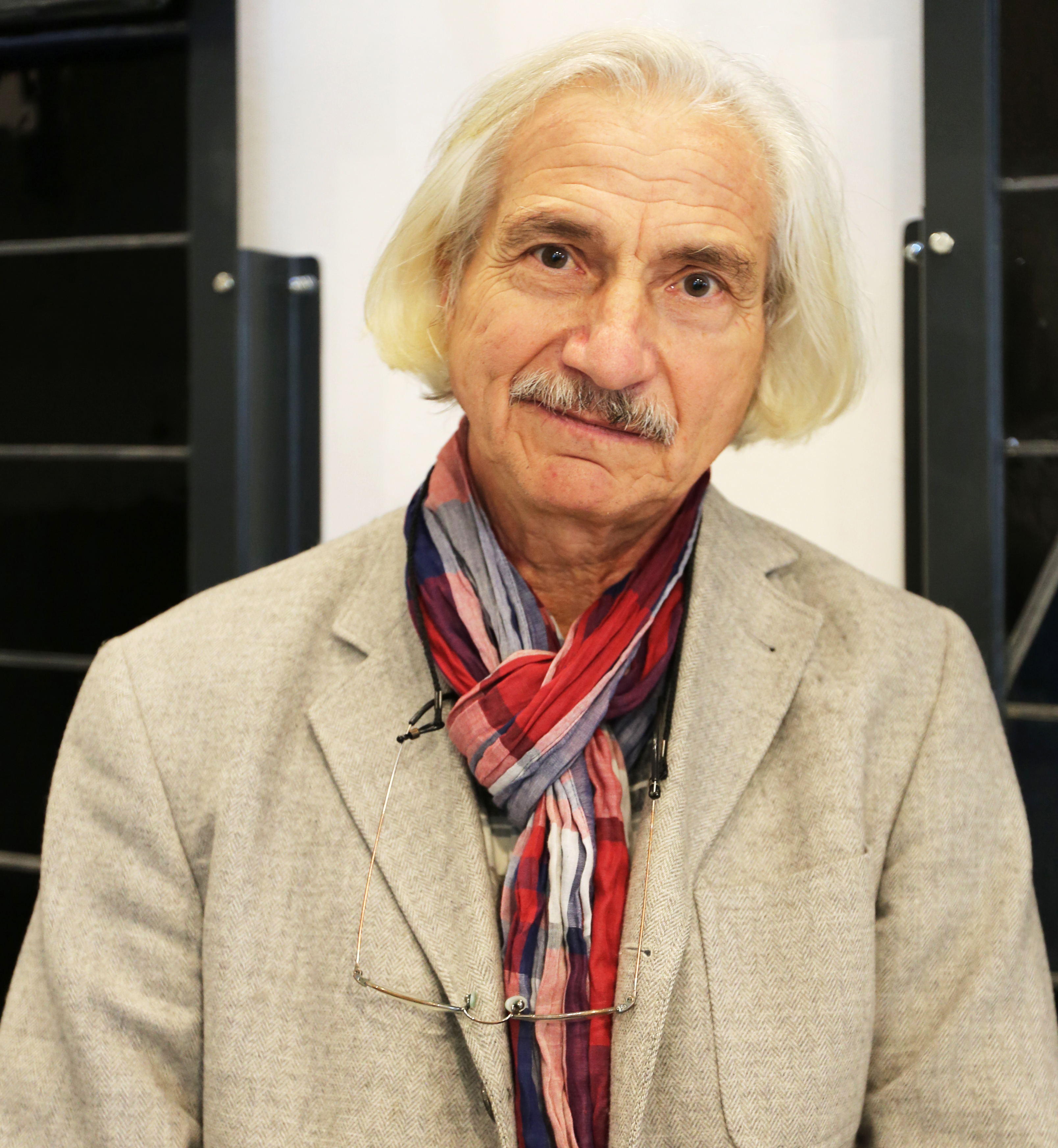
Pfarrer i. R. Dieter Steves 2014

In den Planungen für das neue Stadtzentrum waren von Beginn an Areale für ein Kirchenzentrum für beide Konfessionen ausgewiesen. Nach Fertigstellung der verdichteten Wohnbebauung im neuen Zentrum mit bald 5.000 Einwohnern, Umsiedlung des Ortsteils Knapsack, zum Teil zum angrenzenden Areal der Pescher Höfe, und nach Abriss der Dankeskirche 1976 (letzter Gottesdienst 5. Oktober 1975) ging die Kirchengemeinde an die Planung eines neuen Gemeindezentrums, gemeinsam mit dem Kölner Architekturbüro Wolfgang Lincke & Karl-Heinz Urmetzer und in Abstimmung mit den für Zuschüsse zuständigen kirchlichen Gremien, zeitgleich mit der katholischen Gemeinde (St. Josef). Am Erntedanktag, dem 2. Oktober 1977, wurde der erste Spatenstich getätigt. Mit den Bauarbeiten konnte am 6. April 1978 begonnen werden, und am 1. Oktober 1978, am Erntedankfest feierte die Gemeinde Richtfest. Ein Jahr später konnte das Gemeindezentrum eingeweiht werden. An dieses Datum erinnert ein von Kindern der Gemeinde gestaltetes Steinchenrelief mit den Daten und dem Ichthys-Symbol, das im Vorraum an der Wand angebracht ist.
Den Bau begleitete Pfarrer Dieter Steves, der 1971 im Gemeindebezirk Hermülheim ordiniert worden war und ein Jahr später dort die neu eingerichtete Pfarrstelle übernahm. Er wurde nach 34 Jahren 2005 in den Vorruhestand verabschiedet.

## Baubeschreibung
Die Kirche hat einen hexagonalen Grundriss und ein Zeltdach als Symbol für das „Zelt Gottes unter den Menschen“, das im Buch Exodus (40,1 ) das durch die Wüste wandernde Gottesvolk’ begleitete und das Johannes in einer Vision gesehen zu haben glaubte, der er die literarische Form einer Apokalypse gab (21,3 ).
Die Nordwestwand ist vollkommen geschlossen und gemustert mit Ziegeln verkleidet, auf sie blickt die Gemeinde. Die vier rechts und links anschließenden Wände stehen auf einem kniehohen Betonsockel, der jeweils vier schmale Betonpfeiler trägt, zwischen denen die fünf breiten Fenster angeordnet sind. Die Ecken werden von kräftigen, außen mit Ziegeln verkleideten Beton-Knickpfeilern gebildet, die einen rundlaufenden innen zum Zeltdach hin geschrägten Betonsims tragen. Er trägt das kunstschiefergedeckte Zeltdach, das von einem Stahlkreuz auf der Erdkugel gekrönt wird. Das Sims ist außen gerade und schieferverkleidet. Die der Stirnwand gegenüberliegende Seite leitet über zu einem mit flachem Dach gedeckten schmalen mit Sichtziegeln verblendeten Anbau mit Teeküche und sanitären Anlagen sowie dem mit einer Falttür zum Kirchraum zu öffnenden, die beiden Baukörper verbindenden Vestibül, das somit bei Bedarf bei Veranstaltungen und besonders stark besuchten Gottesdiensten einbezogen werden kann. Daran schließen sich im rechten Winkel unterkellert die übrigen Gemeinderäume an. Das Ensemble bildet somit mit dem nebenstehenden durch eine schmale gärtnerische Anlage getrennten Pfarrhaus (von 1979) einen kleinen Hof.
Glocken
Vor der Kirche stand seit 1992 neben dem Zugang ein von sechs Stahlstangen gehaltenes offenes Carillon von der Firma Eduard Korfhage und Söhne aus Melle, das automatisch zu bestimmten Zeiten vorprogrammierte Kirchenlieder abspielte, aber auch mit einem Keyboard von Hand bespielbar war. Es lud mit Melodien auch zum Gottesdienst ein. Dieses Carillon von 18 Glocken wurde 2022 ersetzt durch ein 34-stimmiges Instrument, das von der Gießerei André Voegelé aus Straßburg hergestellt wurde. Im neuen sechsseitigen Stahlgerüst, in dem die Glocken spiralförmig aufgehängt sind, finden auch zwei Läuteglocken Platz: die Schöpfungsglocke mit dem Schlagton e′ und die Vater-Unser-Glocke mit dem Schlagton a′. Diese beiden Glocken sind auf das Geläut der benachbarten katholischen Kirche St. Joseph abgestimmt, so dass die Glocken beider Kirchen auch zusammen erklingen können.

## Ausstattung
Das Innere des Daches ist mit hellen, etwas nachgedunkelten Holzbrettern verkleidet, die von sechs dunkel gebeizten Holzbalken getragen werden. Der ebenfalls sechseckige von den Architekten entworfene Altar-Tisch ist zur Mitte hin aufgestellt, die Bestuhlung mit bis zu 300 Plätzen umgibt ihn halbkreisförmig. Die vom Bielefelder Bildhauer Arnold Rickert für die Knapsacker Kirche 1952 geschaffene hölzerne Kanzel steht links hinter dem Altar. Ihr Korb steht wenig erhöht auf sechzehnseitigem Grundriss, von dem zwölf Seiten jeweils einen der Apostel ganzfigurig und mit seinen Attributen versehen im Flachrelief zeigen. Der Taufstein, ebenfalls von Rickert und aus Knapsack, diente zwischenzeitlich bis zu deren Entwidmung 2009 in der Nathan-Söderblom-Kirche, Kendenich. Er soll voraussichtlich auch hierhin überführt werden. Der auf der rechten Seite stehende schmiedeeiserne Taufleuchter mit Taufschale wurde von Horst und Ulrich Rußmann, Gevelsberg, geschaffen.

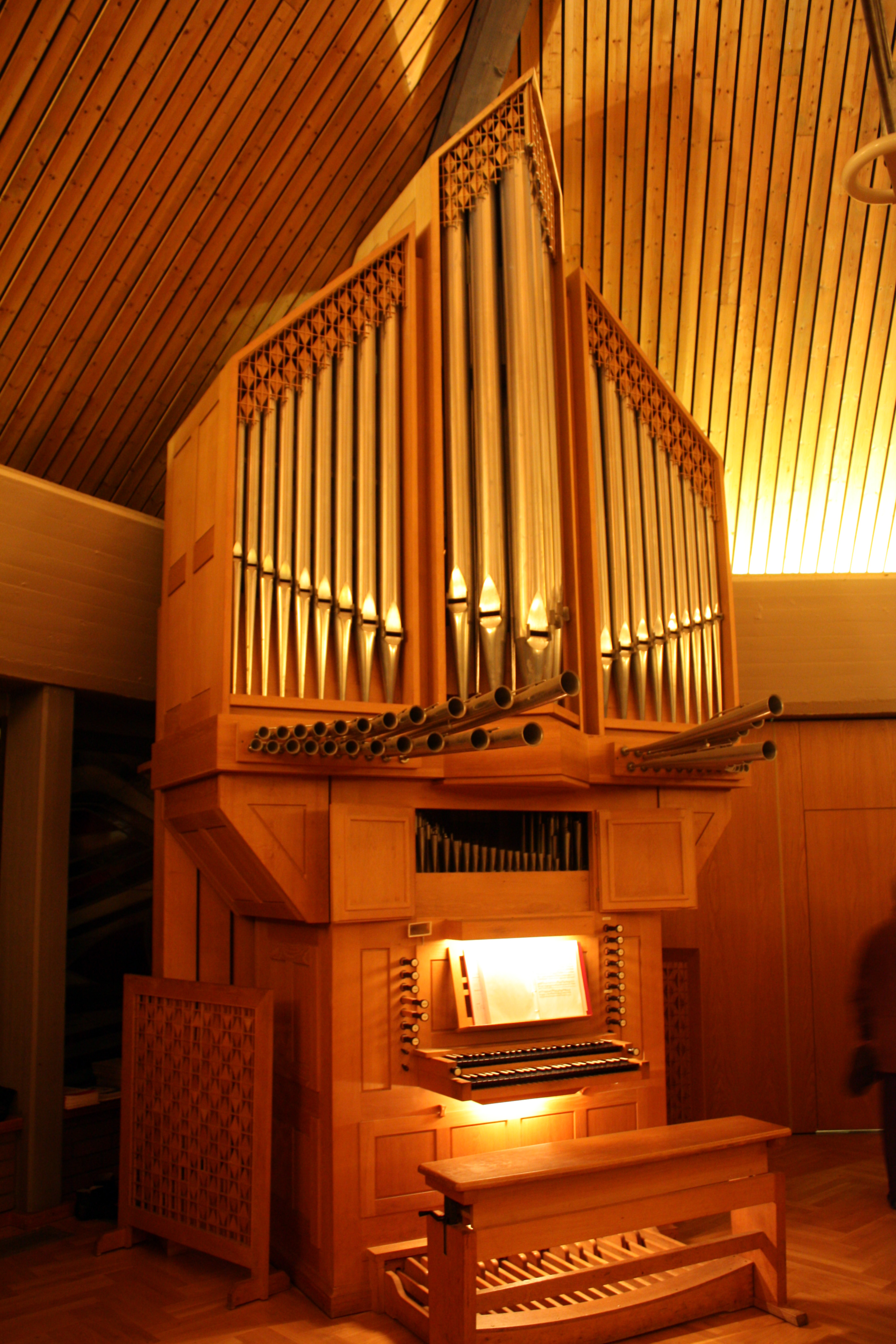
Becker-Orgel

Die Wand wird mittig durch ein aufgehängtes mit goldfarbenen bildnerisch von Kindern der Gemeinde gestalteten Platten bestücktes Holzkreuz dominiert. Der Bereich hinter dem Altar ist durch ein etwa handbreit hohes Podium herausgehoben. Die von E. O. Köpke geschaffenen Fenster mit gedecktem farblich abgestuftem Blau und Rot in zwei durchgehenden Bildern lassen viel Licht in den Raum. Da das Glas nicht plan ist, lässt es den Blick aber nicht nach draußen abschweifen. Künstliches Licht wird durch den sechseckigen von der Decke hängenden Lichtkranz und indirekt durch gedämpftes Licht von Lampen, die über dem Sims gegen die Holzdecke leuchten, in den Raum gebracht. Nach einer kirchlichen Tradition wurde zur Fertigstellung das Staatsoberhaupt kontaktiert und erfragt, ob die Altarbibel gestiftet werden kann. Dem hat der damalige Bundespräsident, der Kölner Walter Scheel, gerne entsprochen.
Orgel
1983 konnte eine zweimanualige Orgel mit 14 Registern auf zwei Manualen und Pedal und mit mechanischer Traktur aus der Orgelwerkstatt von Klaus Becker, Tremsbüttel-Sattenfelde, Kupfermühle, beschafft werden, die zu ebener Erde an der rechten rückwärtigen Seite neben der Falttür aufgestellt wurde.

## Namensgebung

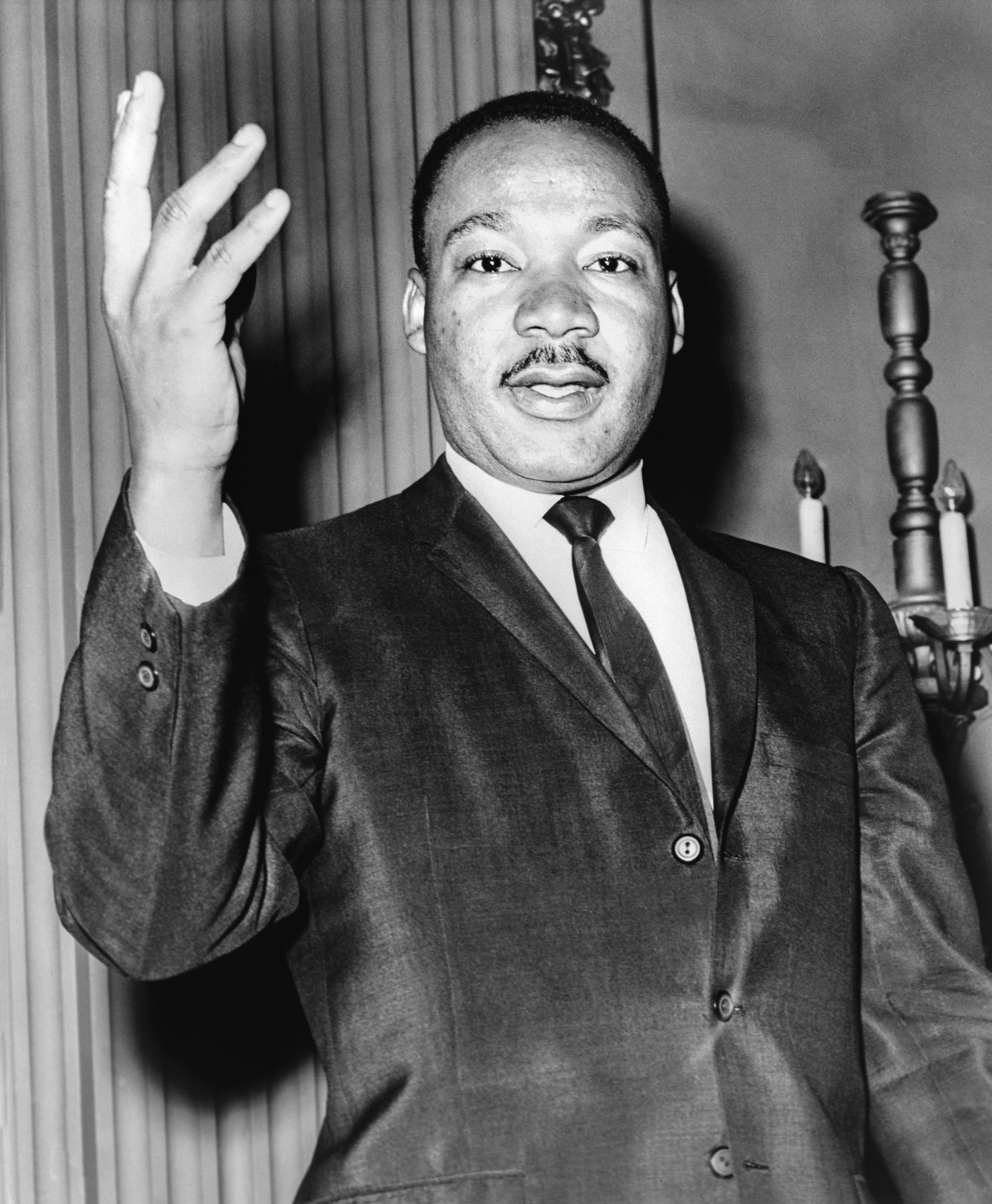
Martin Luther King

Ihren Namen nach Martin Luther King hat die Kirche erst 1989 bekommen – als Ausdruck der Verbundenheit mit der weltweiten Christenheit und mit dem ökumenischen Dreiklang von Gerechtigkeit, Frieden und Bewahrung der Schöpfung des Konziliaren Prozesses (1983). Daran erinnert ein im Vorraum der Kirche in die Wand eingelassenes mit Kieselsteinchen von Gemeindegliedern gestaltetes Bild mit je einer schwarzen und weißen Hand. Die Tradition mit der Dankeskirche verkörpert aber weiterhin auch die Originalgründungsurkunde der Kirche, die beim Abriss aus dem Altarfundament geborgen wurde und nun im Vorraum der Kirche hängt.

## Photovoltaikanlage
Aufgrund von Initiativen der kirchlichen Umweltgruppe wurde mit staatlicher Förderung durch die Deutsche Bundesstiftung Umwelt von über 17.000 € und einem zum größten Teil von gemeindlichen Sponsoren aufgebrachten Eigenanteil von 2.500 € im Jahre 2002 auf das Flachdach des Gemeindezentrums eine Photovoltaikanlage gesetzt, deren Strom ins allgemeine Netz eingespeist wird und deren Erträge im Vorraum angezeigt werden. Damit ist weiterhin dem Prinzip von der Bewahrung der Schöpfung mit tätigen Werken genüge getan. Nach Amortisation der Anlage sollen ihre Erträge gemeinnützig verwandt werden.